# سوگوروکو

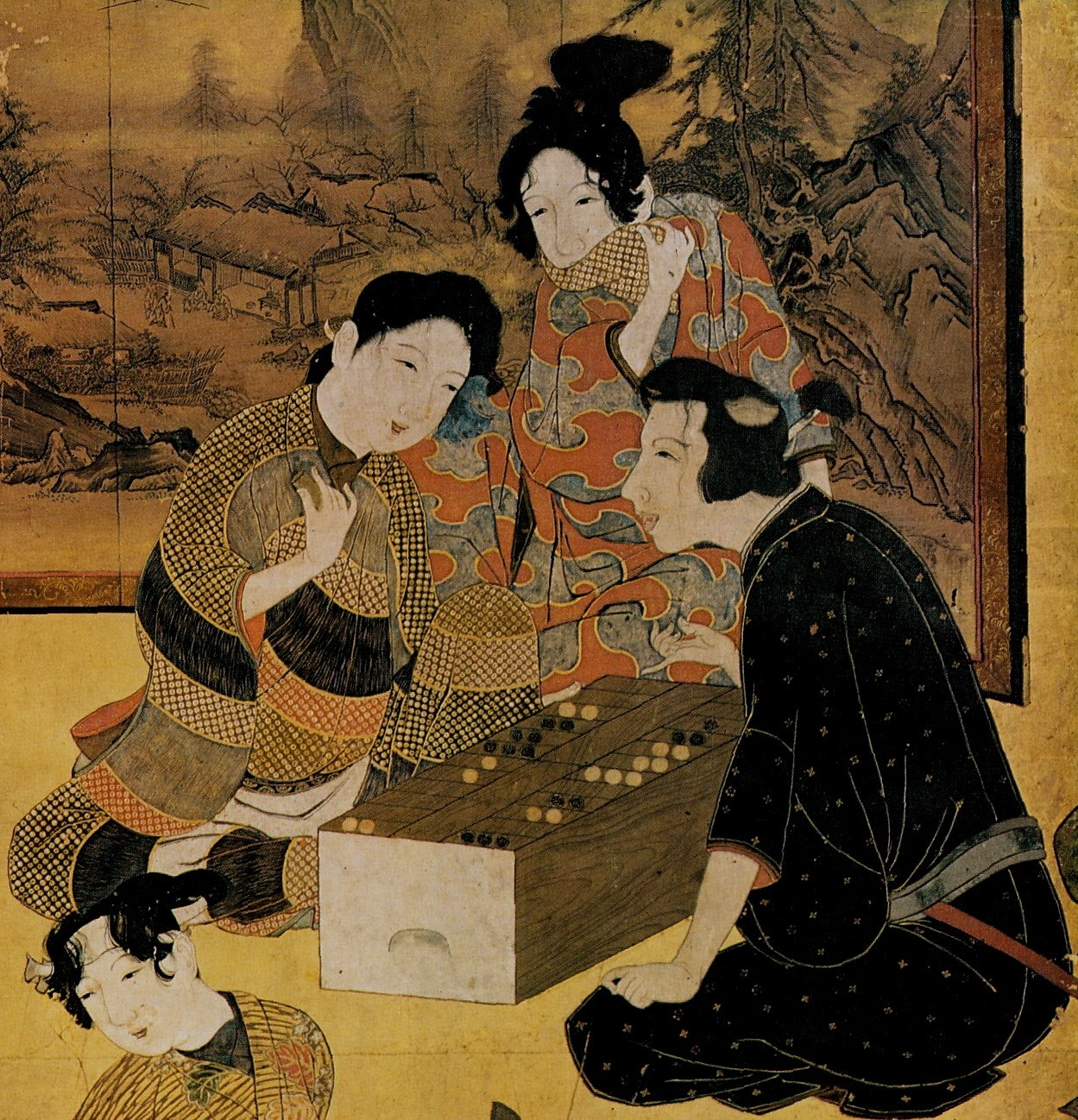
یک زن و مرد در حال انجام بان-سوگوروکو

سوگوروکو (به ژاپنی: 雙六 یا 双六 Sugoroku)) (به معنای واقعی کلمه "دو برابر") به دو شکل مختلف یک بازی تخته‌ای ژاپنی اشاره دارد:(بان-سوگوروکو) که شبیه  تخته نرد غربی است، تصویری (ئه- سوگوروکو) که شبیه مار و پله غربی است.